# Peter Müller (Jurist, 1939)
Peter Müller (* 6. März 1939 in Berlin) ist ein deutscher Jurist im Kirchendienst. Von 1977 bis 1993 war er Präsident des Oberkirchenrats der Evangelisch-Lutherischen Landeskirche Mecklenburgs in Schwerin.

## Leben
Müllers Eltern sind der Kaufmann Alex Müller und seine Frau Grete geb. Duckwitz. Er besuchte die Arbeiter-und-Bauern-Fakultät in Berlin und bestand am 16. Juli 1960 die Abiturprüfung. Der Ausbildung zum Werkzeugmechaniker folgte 1963–1967 eine kirchenjuristische Ausbildung am Katechetischen Oberseminar Naumburg (Saale). Die erste juristische Prüfung bestand er am 29. März 1967 in Berlin. Referendar war er in Berlin, Neuruppin, Naumburg und Magdeburg. Die zweite juristische Prüfung bestand er am 27. Mai 1970 in Berlin. Ab 1. Juni 1970 war er Konsistorialassessor im Konsistorium Berlin. Seit dem 1. November 1972 Konsistorialrat, wurde er am 1. April 1976 zum juristischen Oberkirchenrat in Schwerin berufen. Ein Jahr später wurde er Schweriner Oberkirchenratspräsident. Durch ein „sehr ausgetüfteltes Frage- und Antwortspiel“ mit Heiko Lietz machte er 1985 in einem Podiumsgespräch im Rahmen des 3. Friedensseminars „Konkret für den Frieden“ in Schwerin die Erschießung zweier Männer in Güstrow durch einen Stasi-Unterleutnant im Dezember 1984 öffentlich. Daraufhin wurde Müller durch das MfS der Operativen Personenkontrolle (OPK) Präsident ausgesetzt.
Müller trat 1993 von seinem Amt zurück und wechselte in die Leitung des Diakonischen Werkes in Berlin. Mit 63 Jahren trat er 2002 in den Ruhestand.
Am 30. Juli 1966 hatte er die Berliner Lehrerin Brigitte Schröter geheiratet. Sie ist Tochter des Metallschleifers Emil Schröter und seiner Frau Anna geb. Pfannenschmidt. Aus der Ehe ging der geborene 1967 Werkzeugmacher Christoph Müller hervor.

## Schriften
- Wege und Irrwege . Grundsätzliche Überlegungen zum Kirchenrecht in den evangelischen Kirchen in der DDR. In: Zeitschrift für Evangelisches Kirchenrecht (ZeKR) 2004, S. 191–213